# Telephantasm
Telephantasm is een compilatiealbum van de Amerikaanse rockband Soundgarden. Het album kwam uit op 28 september 2010 en verkreeg op haar eerste verkoopdag al de platina-status van de RIAA, doordat een miljoen cd's werden bijgeleverd met de game Guitar Hero: Warriors of Rock.
Telephantasm werd uitgebracht door A&M Records in navolging van Soundgardens reünie begin 2010. Het album biedt een overzicht van nummers uit de bands veertienjarige bestaan en bevat de nooit eerder uitgebrachte single "Black Rain", dat stamt uit de tijd van de Badmotorfinger-opnames. (1991)

## Tracklist
Alle teksten geschreven door Chris Cornell. Alle muziek gecomponeerd door Cornell, behalve waar anders is aangegeven.

| Nr. | Titel                     | Muziek                                      | Duur |
| --- | ------------------------- | ------------------------------------------- | ---- |
| 1.  | Hunted Down               | Kim Thayil                                  |      |
| 2.  | Hands All Over            | Thayil                                      |      |
| 3.  | Outshined                 |                                             |      |
| 4.  | Rusty Cage                |                                             |      |
| 5.  | Birth Ritual              | Cornell, Thayil, Ben Shepherd, Matt Cameron |      |
| 6.  | My Wave                   | Cornell, Thayil                             |      |
| 7.  | Spoonman                  |                                             |      |
| 8.  | Black Hole Sun            |                                             |      |
| 9.  | Fell on Black Days        |                                             |      |
| 10. | Burden in My Hand         |                                             |      |
| 11. | Blow Up the Outside World |                                             |      |
| 12. | Black Rain                | Thayil, Shepherd                            |      |

## Tracklist (dubbel-cd/Dvd Limited Edition)

### Cd 1
| Nr. | Titel                                       | Duur |
| --- | ------------------------------------------- | ---- |
| 1.  | All Your Lies (Deep Six Version)            |      |
| 2.  | Hunted Down                                 |      |
| 3.  | Fopp                                        |      |
| 4.  | Beyond the Wheel                            |      |
| 5.  | Flower (BBC Session)                        |      |
| 6.  | Hands All Over                              |      |
| 7.  | Big Dumb Sex                                |      |
| 8.  | Get on the Snake (Live)                     |      |
| 9.  | Room a Thousand Years Wide (Single Version) |      |
| 10. | Rusty Cage                                  |      |
| 11. | Outshined                                   |      |
| 12. | Slaves & Bulldozers                         |      |

### Cd 2
| Nr. | Titel                                              | Duur |
| --- | -------------------------------------------------- | ---- |
| 1.  | Jesus Christ Pose (Live)                           |      |
| 2.  | Birth Ritual                                       |      |
| 3.  | My Wave                                            |      |
| 4.  | Superunknown                                       |      |
| 5.  | Spoonman                                           |      |
| 6.  | Black Hole Sun                                     |      |
| 7.  | Fell on Black Days (Video Version)                 |      |
| 8.  | Burden in My Hand                                  |      |
| 9.  | Dusty                                              |      |
| 10. | Pretty Noose (Live on SNL)                         |      |
| 11. | Blow Up the Outside World (MTV Live 'N' Loud)      |      |
| 12. | Black Rain                                         |      |
| 13. | The Telephantasm (iTunes full album download only) |      |

### Dvd
| Nr. | Titel                                  | Duur |
| --- | -------------------------------------- | ---- |
| 1.  | Flower                                 |      |
| 2.  | Hands All Over                         |      |
| 3.  | Loud Love                              |      |
| 4.  | Jesus Christ Pose (Original Version)   |      |
| 5.  | Outshined                              |      |
| 6.  | Rusty Cage                             |      |
| 7.  | My Wave                                |      |
| 8.  | Spoonman                               |      |
| 9.  | The Day I Tried to Live (Uncensored)   |      |
| 10. | Black Hole Sun                         |      |
| 11. | Fell on Black Days                     |      |
| 12. | Pretty Noose (Uncensored)              |      |
| 13. | Burden in My Hand                      |      |
| 14. | Blow Up the Outside World (Uncensored) |      |

### Bonusvideo's
| Nr. | Titel                                      | Duur |
| --- | ------------------------------------------ | ---- |
| 1.  | Spoonman (Mash-up Version)                 |      |
| 2.  | The Day I Tried to Live (European Version) |      |
| 3.  | Superunknown                               |      |
| 4.  | Pretty Noose (International Version)       |      |
| 5.  | Pretty Noose (Alternate Ending)            |      |
| 6.  | Blow Up the Outside World (Censored)       |      |